# Michael Ilbert
Michael Ilbert, född 10 december 1966, är en svensk ljudtekniker och musikproducent. 
Ilbert arbetade i många år kring Music-A-Matic-studion i Göteborg, tillsammans med bland andra Henryk Lipp. 1993-2002 arbetade han med Ulf Lundell kring dennes album Måne över Haväng, På andra sidan drömmarna, I ett vinterland och Club Zebra. Andra artister och grupper han samarbetat med är till exempel Travis, Roxette, Wilmer X, Per Gessle, Gyllene Tider,  Jørn Hoel, Brainpool, The Wannadies, Sator, The Cardigans, Union Carbide Productions, The Sinners, Staffan Hellstrand, The Hives och Håkan Hellström. 
Sedan 2007 är Ilbert verksam i den legendariska Hansa Tonstudion i Berlin där han bland annat jobbat med mixningen av flera låtar på Kents sista album Då som nu för alltid.
Ilbert började även att samarbeta med Max Martin och har arbetat som ljudtekniker på skivor med Katy Perry, Tove Lo, Adele, The Weekend, Taylor Swift, Pink och på Coldplays skiva Music of the Spheres. 2016 vann Ilbert en amerikansk Grammy för Swifts album 1989.